# Megalopsalis distincta
Megalopsalis distincta är en spindeldjursart som först beskrevs av Forster 1964.  Megalopsalis distincta ingår i släktet Megalopsalis och familjen Monoscutidae. Inga underarter finns listade i Catalogue of Life.